# Notidobia melanoptera
Notidobia melanoptera là một loài Trichoptera trong họ Sericostomatidae. Chúng phân bố ở miền Cổ bắc.